# 崔吉城
崔 吉城（チェ・キルソン、최길성、1940年6月17日 - 2022年3月22日）は、韓国系日本人の社会人類学者。学位は文学博士（筑波大学）。東亜大学教授、広島大学名誉教授。
2018年、国家基本問題研究所の主宰する「日本研究賞」を受賞。韓国京畿道楊州市出身、下関市在住。元韓国人。

## 概要

### 学歴
- 景福高等学校卒業
- ソウル大学校師範大学国文科卒業 BA,graduated from Seoul National University
- 高麗大学校大学院碩士課程国文科修了 MA,Graduate School of Korea University
- 成城大学大学院常民文化専攻博士課程（民俗学）修了 Dr.candidate for Graduate School of Seijo Univesrsity
- 筑波大学大学院歴史・人類学研究科に学位請求論文を提出し、文学博士取得 Ph.D.from University of Tsukuba
  - 学位論文：「韓国巫俗の社会人類学的研究」dissertation title: The Social Anthropological Study of Korean Shamanism

### 職歴
- 韓国陸軍士官学校教官（大韓民国陸軍大尉）Lecturer of Korean Literature, Captin of Army, Korean Military Academy
- 韓国・文化公報部文化財管理局常勤専門委員 Consultant for Cultural Properties, Ministry of Culture and Information
- 慶南大学校教育大学専任講師 Lecturer of Japanese and Culture,Kyungnam University
- 啓明大学校外国学大学教授・学長/日本文化研究所所長 Professor of Keimyung University
- 中部大学国際学部教授 Professor of Chubu University
- 広島大学総合科学部・大学院国際協力研究科教授 Professor of Hiroshima University
- 東亜大学人間社会学部教授 Professor of University of East Asia
- 広島大学名誉教授 Emeritus Professor of Hiroshima University

## 著書
- 『朝鮮の祭りと巫俗』第一書房, 1980.7
- 『韓国のシャーマニズム 社会人類学的研究』弘文堂, 1984.4
- 『韓国のシャーマン』福留範昭 訳. 国文社, 1984.7
- 『韓国の祖先崇拝』重松真由美 訳. 御茶の水書房, 1992.12
- 『日本植民地と文化変容 韓国・巨文島』編著. 御茶の水書房, 1994.5
- 『恨の人類学』真鍋祐子 訳. 平河出版社, 1994.8
- 『韓国民俗への招待』風響社, 1996.9
- 『「親日」と「反日」の文化人類学』(明石ライブラリー 明石書店, 2002.8
- 『哭きの文化人類学 もう一つの韓国文化論 (遊学叢書 舘野晰 訳. 勉誠出版, 2003.6
- 『樺太朝鮮人の悲劇 サハリン朝鮮人の現在』第一書房, 2007.5
- 『雀様が語る日本』新典社, 2013.12
- 『韓国の米軍慰安婦はなぜ生まれたのか 「中立派」文化人類学者による告発と弁明』ハート出版, 2014.12
- 『朝鮮出身の帳場人が見た慰安婦の真実 文化人類学者が読み解く『慰安所日記』』ハート出版, 2017.11
- 『朝鮮戦争で生まれた米軍慰安婦の真実 〈文化人類学者の証言〉私の村はこうして「売春村」になった』ハート出版, 2018.6
- 『帝国日本の植民地を歩く 文化人類学者の旅ノート』花乱社, 2019.8
- 『キリスト教とシャーマニズム ―なぜ韓国にはクリスチャンが多いのか』(ちくま新書) 2021/9

### 共著
- 『これでは困る韓国 ニューカマー韓国人の対話』（呉善花と対談）三交社 1997
- 『神話・宗教・巫俗 日韓比較文化の試み』日向一雅共編 風響社、2000
- 『差別を生きる在日朝鮮人』李光奎と共著、第一書房、2006
- 『植民地の朝鮮と台湾 歴史・文化人類学的研究』原田環共編. 第一書房, 2007.6
- 『下関を生きる』菅原幸子共著. クォリティ出版, 2007.12
- 『日韓を生きる 夫婦が書くエッセイ』菅原幸子共著. クォリティ出版, 2009.3

### 翻訳
- 李杜鉉, 張籌根, 李光奎『韓国民俗学概説』学生社, 1977.4

### 記念論文集
- 『交渉する東アジア 近代から現代まで 崔吉城先生古稀記念論文集』上田崇仁, 崔錫栄, 上水流久彦, 中村八重 編. 風響社, 2010.6